# Lerista bougainvillii
Lerista bougainvillii este o specie de șopârle din genul Lerista, familia Scincidae, descrisă de Gray 1839. Conform Catalogue of Life specia Lerista bougainvillii nu are subspecii cunoscute.